# Nicol Williamson
Nicol Williamson (Hamilton, 14 settembre 1936 – Amsterdam, 16 dicembre 2011) è stato un attore britannico.
È conosciuto per la sua interpretazione del Mago Merlino nel film Excalibur (1981) e di Cagliostro nel film Spawn (1997).

## Biografia
Nel corso della sua carriera interpretò svariati ruoli, come quello di Sherlock Holmes in Sherlock Holmes - Soluzione settepercento (1976), diretto da Herbert Ross, di Little John in Robin e Marian (1976), del Mago Merlino in Excalibur (1981), del Dr. Worley/Re degli Gnomi nel film Nel fantastico mondo di Oz (1985), di padre Morning nell'horror L'esorcista III (1990) e di Cagliostro nel film Spawn (1997).
Per il piccolo schermo interpretò, fra gli altri, il ruolo dello psicologo Eric Mason nell'episodio Un delitto pilotato della serie poliziesca Colombo (1977).
Il 25 gennaio 2012, suo figlio Luke annunciò sul suo sito web che Nicol Williamson era morto il 16 dicembre 2011, a 75 anni, dopo due anni di lotta contro un carcinoma dell'esofago.

## Vita privata
Nel 1971 sposò l'attrice Jill Townsend, dalla quale ebbe il figlio Luke; i due divorziarono nel 1977.

## Filmografia

### Cinema
- Schiavo d'amore (Of Human Bondage), regia di Ken Hughes (1964) – non accreditato
- The Bofors Gun, regia di Jack Gold (1968)
- Inadmissible Evidence, regia di Anthony Page (1968)
- The Reckoning, regia di Jack Gold (1969)
- In fondo al buio (Laughter in the Dark), regia di Tony Richardson (1969)
- Hamlet, regia di Tony Richardson (1969)
- The Jerusalem File, regia di John Flynn (1972)
- Il monaco (Le Moine), regia di Adonis Kyrou (1972)
- The Gangster Show: The Resistible Rise of Arturo Ui, regia di Jack Gold (1972)
- Il seme dell'odio (The Wilby Conspiracy), regia di Ralph Nelson (1975)
- Robin e Marian (Robin and Marian), regia di Richard Lester (1976)
- Sherlock Holmes: soluzione settepercento (The Seven-Per-Cent Solution), regia di Herbert Ross (1976)
- Goodbye amore mio! (The Goodbye Girl), regia di Herbert Ross (1977) – non accreditato
- A proposito di omicidi... (The Cheap Detective), regia di Robert Moore (1978)
- Il fattore umano (The Human Factor), regia di Otto Preminger (1979)
- Excalibur, regia di John Boorman (1981)
- Venom, regia di Piers Haggard e Tobe Hooper (1981)
- I'm Dancing as Fast as I Can, regia di Jack Hofsiss (1982)
- Macbeth, regia di Jack Gold (1983)
- Nel fantastico mondo di Oz (Return to Oz), regia di Walter Murch (1985)
- La vedova nera (Black Widow), regia di Bob Rafelson (1987)
- L'esorcista III (The Exorcist III), regia di William Peter Blatty (1990)
- The Hour of the Pig, regia di Leslie Megahey (1993)
- Il vento nei salici (The Wind in the Willows), regia di Terry Jones (1996)
- Spawn, regia di Mark A.Z. Dippé (1997)

### Televisione
- ITV Play of the Week – serie TV, episodi 7x33-8x29 (1962-1963)
- Z Cars – serie TV, episodio 2x33 (1963)
- Teletale – serie TV, episodio 1x02 (1963)
- Six – serie TV, episodio 1x04 (1965)
- The Wednesday Play – serie TV, episodio 1x19 (1965)
- Of Mice and Men, regia di Ted Kotcheff – film TV (1968)
- Thirty-Minute Theatre – serie TV, episodio 6x16 (1971)
- Late Night Drama – serie TV, episodio 1x01 (1974)
- Colombo (Columbo) – serie TV, episodio 7x04 (1978)
- The Word – miniserie TV (1978)
- Sakharov, regia di Jack Gold – film TV (1984)
- Cristoforo Colombo (Christopher Columbus) – serie TV, 4 episodi (1985)
- Come l'orchidea (Passion Flower), regia di Joseph Sargent – film TV (1986)
- Chillers – serie TV, episodio 1x08 (1990)

#### Cortometraggi
- The Six-Sided Triangle, regia di Christopher Miles (1963)

## Riconoscimenti

### Candidature
- 1969 - BAFTA Awards
  - Candidatura - BAFTA al miglior attore protagonista per The Bofors Gun
- 1966 - Tony Award
  - Candidatura - miglior attore protagonista in uno spettacolo per Inadmissible Evidence
- 1970 - BAFTA Awards
  - Candidatura - BAFTA al miglior attore protagonista per Inadmissible Evidence
- 1973 - BAFTA Awards
  - Candidatura - Television Award come miglior attore per Il Salone Gangster: La resistibile ascesa di Arturo Ui
- 1974 - Tony Award
  - Candidatura - miglior attore protagonista in uno spettacolo per Uncle Vanya
- 1976 - Drama Desk Award
  - Candidatura - Miglior attore in un musical per Rex
- 1982 - Saturn Award
  - Candidatura - Saturn Award per il miglior attore non protagonista per Excalibur

### Premi vinti
- 1969 - Drama Desk Award
  - Vinto - Prestazioni eccezionali per Hamlet
- 1974 - Drama Desk Award
  - Vinto - Prestazioni eccezionali per Uncle Vanya

## Doppiatori italiani
Nelle versioni in italiano dei suoi film è stato doppiato da:
- Sergio Rossi in Excalibur, Nel fantastico mondo di Oz
- Giancarlo Maestri in Colombo
- Alberto Lionello in Robin e Marian
- Luigi Vannucchi in Sherlock Holmes - Soluzione settepercento
- Oreste Lionello in A proposito di omicidi...
- Pino Colizzi in Il fattore umano
- Manlio De Angelis in Venom
- Rodolfo Traversa in Cristoforo Colombo
- Luca Biagini in La vedova nera
- Sandro Iovino in L'esorcista III
- Sergio Graziani in Il vento nei salici
- Paolo Ferrari in Macbeth
- Eugenio Marinelli in Spawn